# Chrysochroa wallacei
Chrysochroa wallacei es una especie de escarabajo barrenador metálico del género Chrysochroa, categorizada en la tribu Chrysochroini, de la subfamilia Chrysochroinae. Fue descrita científicamente por Deyrolle en 1864.

## Distribución geográfica
Habita en la región indomalaya.

## Tratamiento taxonómico
La especie aparece registrada y publicada en Description des Buprestides de la Malaisie recueillés par M. Wallace pendant son voyage dans cet Archipel. Annales de la Société entomologique de Belgique 8:1-280, 4 plates, i-iii in color. [English summary including keys in Zoological Record for 1865]. (1864).